# Frères de cœur
Pour plus de détails, voir Fiche technique et Distribution.
Frères de cœur (Dieses bescheuerte Herz) est un film allemand réalisé par Marc Rothemund, sorti en 2017. Le film a fait l'objet d'un remake en France avec Envole-moi réalisé par Christophe Barratier en 2021.

## Fiche technique
- Titre : Frères de cœur
- Titre original : Dieses bescheuerte Herz
- Titre alternatif : This Crazy Heart
- Réalisation : Marc Rothemund
- Scénario : Maggie Peren et Andi Rogenhagen (de) d'après le roman Dieses bescheuerte Herz: Über den Mut zu träumen de Lars Amend et Daniel Meyer.
- Photographie : Christof Wahl (de)
- Montage : Simon Gstöttmayr (de)
- Musique : Johnny Klimek
- Pays d'origine : Allemagne
- Genre : comédie dramatique
- Date de sortie : 2017

## Distribution
- Elyas M'Barek : Lenny Reinhard
- Philip Noah Schwarz (de) : David Müller
- Nadine Wrietz (de) : Betty Müller
- Uwe Preuss : Dr Reinhard
- Lisa Bitter : Dr Julia Mann
- Jürgen Tonkel : Herr Petry

## Autour du film

### Remake
Le roman (Dieses bescheuerte Herz: Über den Mut zu träumen) adapté ici a été de nouveau porté à l'écran pour le film Envole-moi réalisé par Christophe Barratier en 2021.